# Río Calera (España)
El río Calera es un curso fluvial del norte de la península ibérica que discurre por Cantabria y el País Vasco (España). 

## Curso
Pertenece a la cuenca hidrográfica del río Asón, al cual afluye. Tiene una longitud de 16,178 kilómetros, con una pendiente media de 5,8º. Un pequeño y bello tramo discurre por Lanestosa (Vizcaya), antes de desaparecer de la superficie.